# Fight or Flight
Fight or Flight — дебютный студийный альбом американской певицы Эмили Осмент. Релиз альбома состоялся 28 сентября в Канаде и 5 октября в США под лейблом Wind-Up Records. Над выпуском альбома работала не только Эмили, но и продюсеры её предыдущих произведений: Мэттью Бэйр, Тоби Гэд, Нэлли Хупер и Мэнди Перкинс. Fight or Flight включает в основном в себя музыку жанра данс-поп. Так же можно услышать электро-поп, дэнсхолл и техно. В альбоме отражены лирические темы любви, свободы и моментов радости в жизни. Осмент сама писала песни для альбома, немного руководствуясь с другими писателями, в их числе и Рон Аниелло.
Fight or Flight получил множество положительных отзывов от критиков, при этом большинство заявляют, что этот альбом лучше по сравнению с её дебютной работой All the Right Wrongs. В чартах альбом занимал семьдесят вторую позицию в Испании, и 170 позицию в США в чарте Billboard 200. Альбом содержит сингл «Let’s Be Friends». «Let’s Be Friends» был на 24 месте в чарте Billboard Japan Hot 100, также эта песня попала в тридцатку лучших синглов Эмили Осмент за всё время. Кроме этого, сингл был также успешным в Германии, он находился под номером шестьдесят семь и был в немецком чарте в течение шести недель.

## Об альбоме
В интервью с disneydreaming.com, Осмент заявила, что она начала работать над новым альбомом в октябре, и очень скоро его закончила. Также она рассказала, что она была соавтором песни «1-800 Clap Your Hands» для альбома, и что он, возможно, будет в её предстоящем альбоме. В декабре 2009, после выхода мини-альбома All the Right Wrongs, Осмент объявила о плане работы над своим дебютным студийным альбомом. Эмили продолжала писать песни во время съёмок третьего сезона Ханны Монтаны. Позже она рассказала, что музыка в альбоме будет отличаться от музыки услышанной в её дебютном мини-альбоме, назвав его более «зрелым» звуком.
24 марта Осмент побывала на Good Day NY, где подтвердила, что её дебютный альбом будет выпущен летом 2010 года. 7 июня 2010 года состоялась премьера главного сингла Let’s Be Friends на JSYK.com. 3 июня Осмент объявила, что выпуск альбома будет готов осенью, а позже подтвердила дату релиза альбома — 5 октября 2010 года. Также Эмили объявила официальное название альбома Fight or Flight. 17 августа была готова обложка, а 20 августа стал известен и трек лист. На вопрос о названии альбома, Осмент сказала:
[...] “Борьба или бегство является реакцией, когда мы сталкиваемся со страхом. Это неконтролируемая, спонтанная реакция, когда вы с чем-то сталкиваетесь, вы действительно боитесь. Я всегда любила эту концепцию, когда ваш мозг и ваше тело берёт эту нагрузку на себя, когда она входит в эту запись, которую я начала слушать более разнообразными способами, и я боролась, за то, что я писала в прошлом, и у кого-либо ещё могут появиться мысли чтобы написать музыку, которую я люблю.”
Музыкальное видео «Let’s Be Friends» вышло 23 августа на официальном сайте Эмили Осмент. 7 сентября 2010 вышел второй сингл «Lovesick», дебютированный на JSYK.com и получивший положительные отзывы. Сингл вышел в радиоэфир 19 октября 2010 года. Видеоклип на песню «Lovesick» был выпущен 14 января 2011 года.

## Рейтинг

### Критика
| Оценки критиков | Оценки критиков |
| Источник        | Оценка          |
| --------------- | --------------- |
| Allmusic        | [ 8 ]           |
| Seventeen       | (положительно)  |

Альбом вызвал в целом положительные отзывы от критиков. Allmusic похвалил Осмент и альбом, заявив, что «Fight or Flight звучит, как насмешка Кэти Перри, с сексуальным подводным течением, которая работает под каждую песню и пузыри на поверхности появляются довольно часто».

### Позиции в чартах
Альбом получил большой успех в нескольких международных музыкальных чартах, достигнув номера десять в Бразилии, семьдесят два в Испании. Однако, альбому не удалось использовать большой успех в чартах США, дебютировав всего лишь 170 на Billboard 200. Однако, он достиг 2 позиции чарта на Top Heatseekers.

## Промо
Она выступала с альбомным синглом "Let’s Be Friends " наThe Dome 55 в Германии, а также на канадском телешоу Toronto Breakfast Television, в котором песня была исполнена акустически. Она также была в Германии на выставках:TV Total, MTV Home и Wilkommen bei Carmen Nebel.

## Синглы
«Let’s Be Friends» была реализована на digital download 8 июня 2010, и отправлена в радиоэфир 7 июля 2010. Сингл получил разные отзывы от критиков, при этом большинство заявило, что песня была слишком «зрелой». «Let’s Be Friends» поднялась до 24 позиции на Billboard Japan Hot 100.
«Lovesick» второй сингл из альбома. Он дебютировал на JSYK.com 7 сентября, и был отправлен в радиоэфир 19 октября 2010 года. Песня дебютировала до 26 позиции на Canadian Hot 100.

## Список композиций
| №   | Название                                      | Автор(ы)                                          | Продюсер    | Длительность |
| --- | --------------------------------------------- | ------------------------------------------------- | ----------- | ------------ |
| 1.  | «Lovesick»                                    | Эмили Осмент, Тоби Гэд, Линди Роббинс             | Нэлли Хупер | 3:24         |
| 2.  | «Get Yer Yah Yah’s Out»                       | Осмент, Давид Гамсон, Шелли Пикенс, Оливер Лейбер | Хупер       | 2:55         |
| 3.  | «1-800 Clap Your Hands (The Water Is Rising)» | Осмент, Адам Шлезингер                            | Хупер       | 3:33         |
| 4.  | «Marisol»                                     | Осмент, Шлезингер                                 | Хупер       | 4:14         |
| 5.  | «The Cycle»                                   | Осмент, Дерек Фурманн                             | Хупер       | 2:31         |
| 6.  | «All the Boys Want»                           | Осмент, Мэтт Бэр, Рон Аньелло                     | Хупер       | 2:18         |
| 7.  | «Double Talk»                                 | Осмент, Шлезингер                                 | Хупер       | 2:52         |
| 8.  | «Truth Or Dare»                               | Осмент, Бэр                                       | Хупер       | 3:02         |
| 9.  | «Let’s Be Friends»                            | Осмент, Гэд, Мэнди Перкинс                        | Гэд         | 3:00         |
| 10. | «You Get Me Through»                          | Осмент, Шлезингер                                 | Хупер       | 3:46         |
| 11. | «Gotta Believe in Something»                  | Осмент, Фурманн, Хупер                            | Хупер       | 3:17         |

| №   | Название                          | Автор(ы)        | Длительность |
| --- | --------------------------------- | --------------- | ------------ |
| 12. | «The Game (The Cycle) [Acoustic]» | Осмент, Фурманн | 2:09         |

| №   | Название                   | Автор(ы)          | Длительность |
| --- | -------------------------- | ----------------- | ------------ |
| 13. | «Jerkface Loser Boyfriend» | Осмент, Шлезингер | 3:33         |

## Участники записи
На сайте Allmusic:
- Эмили Осмент — вокал, композитор, текст песен
- Рон Аньелло — композитор, вокальный продюсер, текст песен
- Мэтт Бэр — композитор, вокальный продюсер, текст песен
- Крис ДеСтефано — вокальный продюсер
- Дуг Фенске — микширование, вокальная запись
- Дерек Фурманн — композитор, текст песен
- Тоби Гэд — композитор, инструментовка, микширование, продюсер, программирование, вокальный продюсер, вокальная запись, текст песен
- Дэвид Гамсон — композитор, текст песен
- Джейк Гослинг — клавишные, программирование
- Крис Грэхэм — A&R
- Николас Гросс — ударные, клавишные, программирование
- Нелли Хупер — композитор, клавишные, продюсер, вокальный продюсер
- Скотт Халл — мастеринг
- Оливер Лейбер — композитор, текст песен
- Крис Леонард — гитара
- Мишель Лукианович — директор, дизайнер
- Диана Мельцер — A&R
- Майк Монгилло — менеджер
- Бетани Павлук — директор
- Мэнди Перкинс — композитор, текст песен
- Шелли Пикенс — композитор, текст песен
- Линди Роббинс — композитор, текст песен
- Иэн Росситер — звукооператор
- Адам Шлезингер — композитор, вокальный продюсер, текст песен
- Бриджитт Сайр — фотография
- Энтони Васкес — ударные, клавишные, программирование
- Грегг Ваттенберг — A&R, производство
- Закари Рэй — клавишные

## Чарты
| Чарт (2010/2011)     | Максимальная позиция |
| -------------------- | -------------------- |
| Spanish Albums Chart | 76                   |
| US Billboard 200     | 170                  |

## Релиз
| Страна/регион  | Дата                       | Лейбл      | Формат               |
| -------------- | -------------------------- | ---------- | -------------------- |
| США            | 5 октября 2010             | Sony Music | CD, Digital Download |
| Япония         | 4 октября 2010             | Sony Music | Digital Download     |
| Бразилия       | 25 октября 2010            | Sony Music | Digital Download     |
| Италия         | 2 ноября 2010              | Sony Music | Digital Download     |
| Нидерланды     | 17 января 2011             | Sony Music | Digital Download     |
| Великобритания | 18 октября 2010            | Sony Music | Digital Download     |
| Великобритания | 11 июля 2011 (Re-Релиз) CD | Sony Music | Digital Download     |